# Gagea pseudominutiflora
Gagea pseudominutiflora är en liljeväxtart som beskrevs av Igor Germanovich Levichev. Gagea pseudominutiflora ingår i Vårlökssläktet och i familjen liljeväxter. Inga underarter finns listade.